# Альтерман, Ицхак
А́льтерман Ицхак (1881, Уваровичи, Могилёвская губерния — 1939, Тель-Авив, подмандатная Палестина) — ивритский детский поэт, педагог.
Ицхак бен Арье Альтерман (ивр. יצחק בן אריה אלתרמן‎
3 июня 1881 — 2 февраля 1939), педагог, учитель и детский ивритский поэт. Отец израильского поэта Натана Альтермана.

## Биография
Родился 3 июля 1881 г. в местечке Уваровичи Гомельского уезда Могилевской губернии (ныне в Буда-Кошелёвском районе, Гомельская область), в семье Арье-Лейба Эльокумовича Альтермана (?—1925) и Эйдл Вихнович. Получил традиционное образование, затем окончил общую школу.
Ещё с юности у него была склонность к образованию и педагогике. Он начал работать в Варшаве учителем в маскильской школе (бет-сефер метукан) Арона Любошицкого в Варшаве — все предметы там преподавались на иврите. Благодаря практике в школе он почувствовал, что ивритскому образованию не достает основания — детского сада. Для детских садов необходимы были дошкольные педагоги. Вместе со своим другом Йехиэлем Гальпериным в 1910 году он основал в Варшаве фребелевские курсы для детсадовских воспитательниц. Воспитательницы, окончив эти курсы, принимались за работу и так возникла сеть ивритских детских садов. Среди выпускниц варшавских курсов Альтермана и Гальперина — идишская поэтесса Кадя Молодовская, актриса театра «Габима» Хана Ровина.
Также Альтерман принимал активное участие в общей ивритской культурной работе, участвовал в Обществе любителей языка иврит. В его доме собирались ивритские писатели и деятели культуры. В польский период жизни Альтерман тесно общался с И. Л. Перецем, Х. Н. Бяликом и др.

Объявление о курсах А. И. Альтермана из ежедневной ивритской газеты «Гоомъ». Москва, № 20 от 9 августа 1917, среда.

Во время Первой мировой войны Альтерман, как и многие польские евреи-беженцы, оказался в Москве, где в 1917—1918 годах руководил курсами иврита для воспитательниц при «Тарбуте».
В те же годы издавал вместе с Йехиэлем Гальпериным и при постоянном участии Якова Фихмана журнал на иврите «Садик» (הגנה — «Периодическое издание для ивритских детских садов по теории и практике»), который выходил раз в два месяца, здесь среди прочего публиковались ноты для детских песенок.

Журнал, с одной стороны, конструировал ивритскую культуру детства, приглашая поэтов писать стихи для малышей, колыбельные и прочее, чего на иврите не существовало. С другой стороны, он был призван повышать уровень языкового образования женщины. В силу социального стереотипа именно женщины стали работниками детских садов. Но при этом иврит традиционно был мужским языком, поэтому женщин было необходимо учить с нуля.

Из Москвы курсы переместились вместе с Альтерманом и Гальпериным в Одессу. С началом Гражданской войны — в Киев. В Киеве он также открыл курсы воспитательниц для где сеть детских садов «Тарбута», финансировавшейся Моше Златопольским и семейством Персицев.
С 1920 по 1925 жил в Кишинёве, где также открыл курсы воспитательниц.
В сентябре 1921 года он участвовал в двенадцатом Сионистском конгрессе, проводившемся в Карлсбаде.
В 1925 переехал в Палестину, поселился в Тель-Авиве и был назначен генеральным инспектором по детскими садами в Палестине. В 1934 был назначен главой департамента по ивритскому образованию в Тель-Авиве.

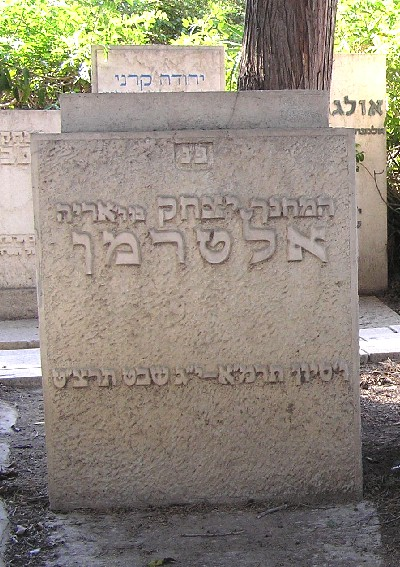
Могила Ицхака Альтермана на кладбище Трумпельдор.

Выпускал сборники игровых стишков и песенок на иврите для дошкольников — методички для воспитательниц. В одной из них, «Фребельские игры — стишки, игры и пьесы для детских садов и школ» (опубликована впервые в Вильне в 1913, переиздана в Варшаве в 1922), была также впервые напечатана сочиненная Альтерманом и позже широко известная песенка «Таиш» (תַּיִשׁ) — «Козёл» («У нас есть козёл, у козла борода»). Эта песенка дана в книге с аккомпанементом и описанием игры для детей, а с годами у неё появились разные версии текста (в том числе на идише) и мелодии.
Был женат на Бейле Лейбович. Дети: поэт Натан Альтерман и Лея.
Умер в 1939, в 57 лет. Похоронен на кладбище Трумпельдор.